# أوليسس دي لا كروز
أوليسس هرنان دي لا كروز برنويد، من مواليد 8 فبراير 1974 في بوكويتشو في الإكوادور، لاعب كرة قدم إكوادوري.
بدأ مسيرته الكروية مع نادي ديبورتيفو كويتو في عام 1998، ولعب معهم حتى عام 2001، وشارك معهم في 52 مباراة وسجل 9 أهداف، وفي موسم 2001/2002 انتقل إلى نادي هيبيرنيان الإسكتلندي، ولعب معهم 32 مباراة وسجل هدفين، وفي عام 2002 انتقل إلى نادي إستون فيلا الإنجليزي، ولعب معهم حتى عام 2006، وشارك معهم في 89 مباراة وسجل هدف واحد، ومنذ عام 2006 وهو يلعب مع نادي ريدينغ الإنجليزي.
و قد بدأ باللعب مع منتخب الإكوادور لكرة القدم في عام 1995.

## روابط خارجية
- أوليسس دي لا كروز على موقع الاتحاد الدولي (مؤرشف)  (الإنجليزية)
- أوليسس دي لا كروز على موقع إي إس بي إن إف سي (الإنجليزية)
- أوليسس دي لا كروز على موقع قاعدة بيانات كرة القدم.إي يو (الإنجليزية)
- أوليسس دي لا كروز على موقع ناشيونال فوتبول تيمز (الإنجليزية)
- أوليسس دي لا كروز على موقع Soccerbase.com (لاعب) (الإنجليزية)
- أوليسس دي لا كروز على موقع Soccerway.com (الإنجليزية)
- أوليسس دي لا كروز على موقع عالم كرة القدم.نت (الإنجليزية)